# Luxgen URX
Luxgen URX — среднеразмерный кроссовер тайваньской автомобильной марки Luxgen.

## Описание
Автомобиль Luxgen URX впервые был представлен в 2019 году. Его вместимость составляет 7 мест. В багажнике присутствует специальная платформа для инвалидных колясок и некоторых грузов.

Автомобиль оснащается 1,8-литровым двигателем внутреннего сгорания с турбонаддувом мощностью 204 л. с. и крутящим моментом 300 Н*м. Двигатель сочетается в паре с шестиступенчатой автоматической трансмиссией.

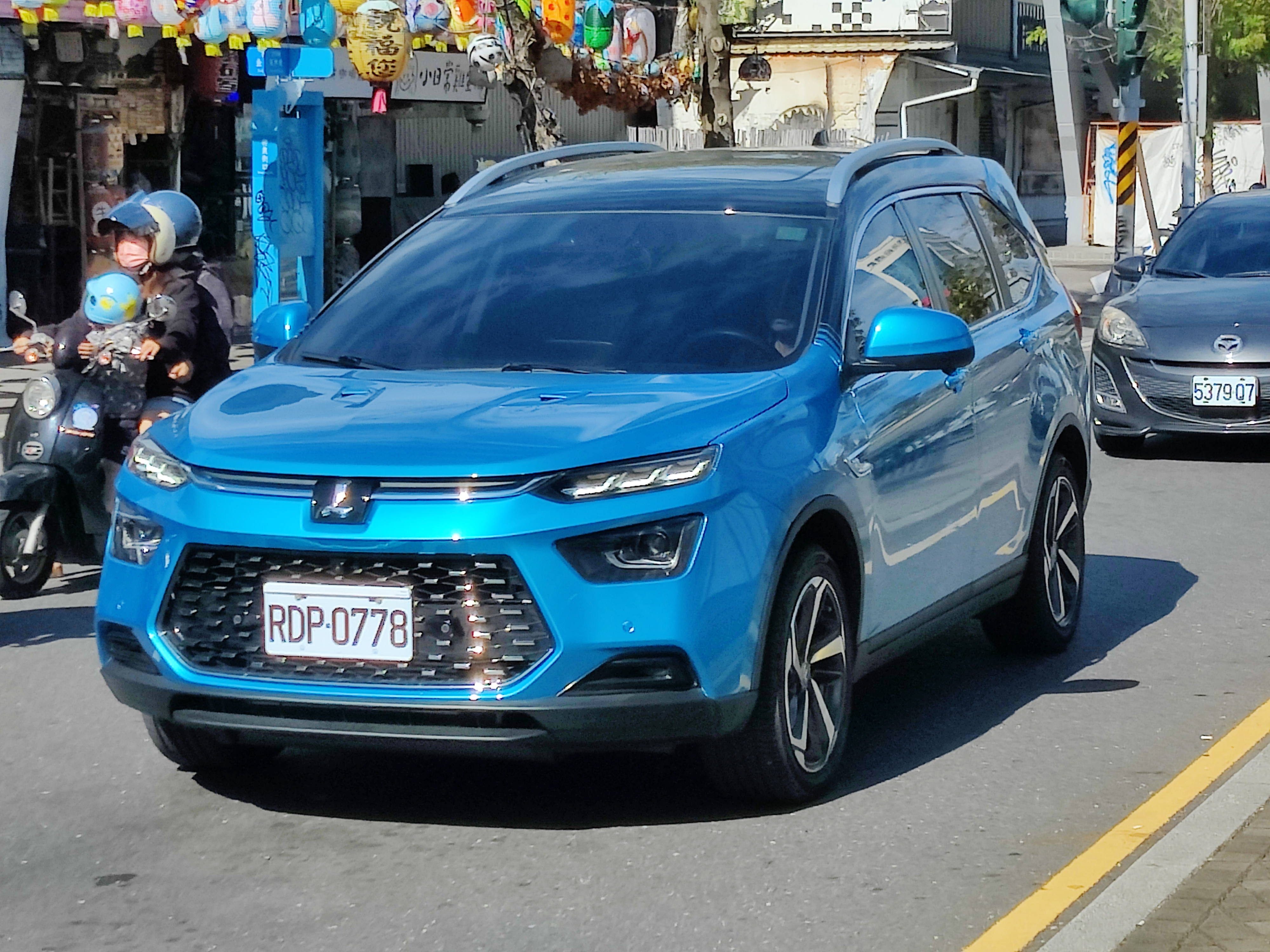
Вид спереди
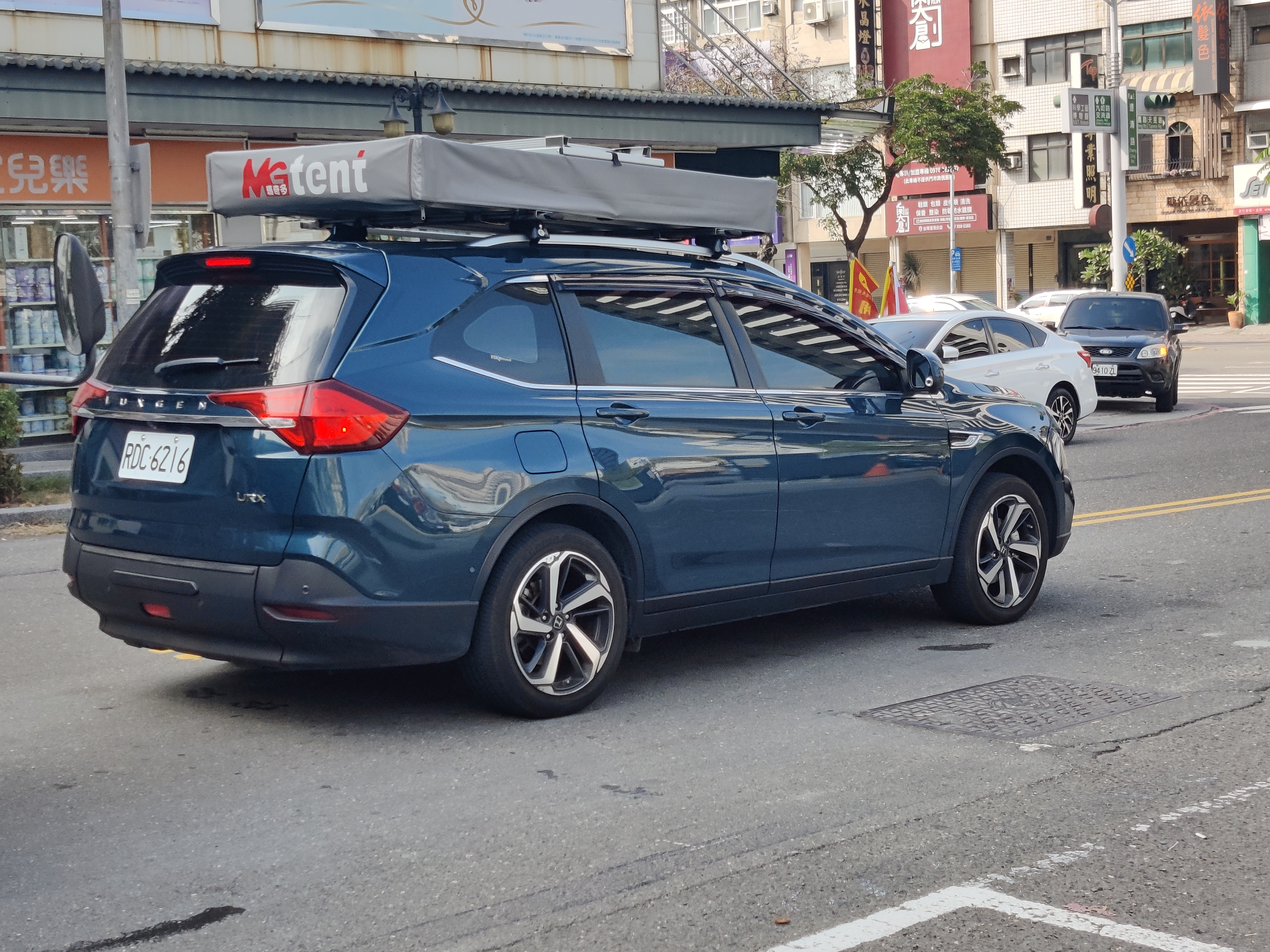
Вид сзади
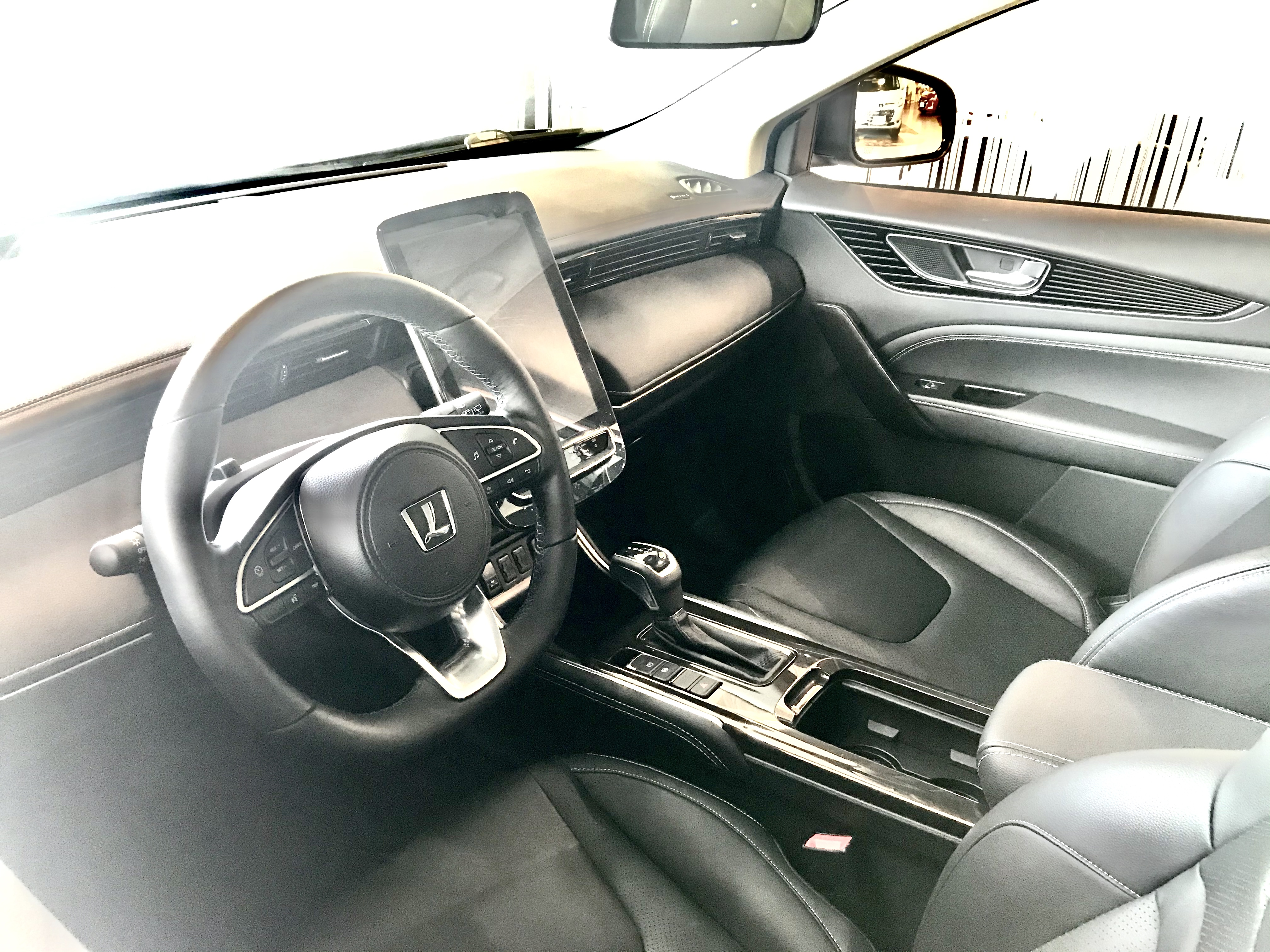
Место водителя

## URX Neo
Luxgen URX Neo является модернизацией Luxgen URX, проведённой в 2023 году. Он имеет переработанную переднюю панель и задние фонари во всю ширину. 12-дюймовый сенсорный экран с системой Luxgen Think + 5.0 используется для отображения различных элементов информации о вождении и настройки настроек различных функций автомобиля.

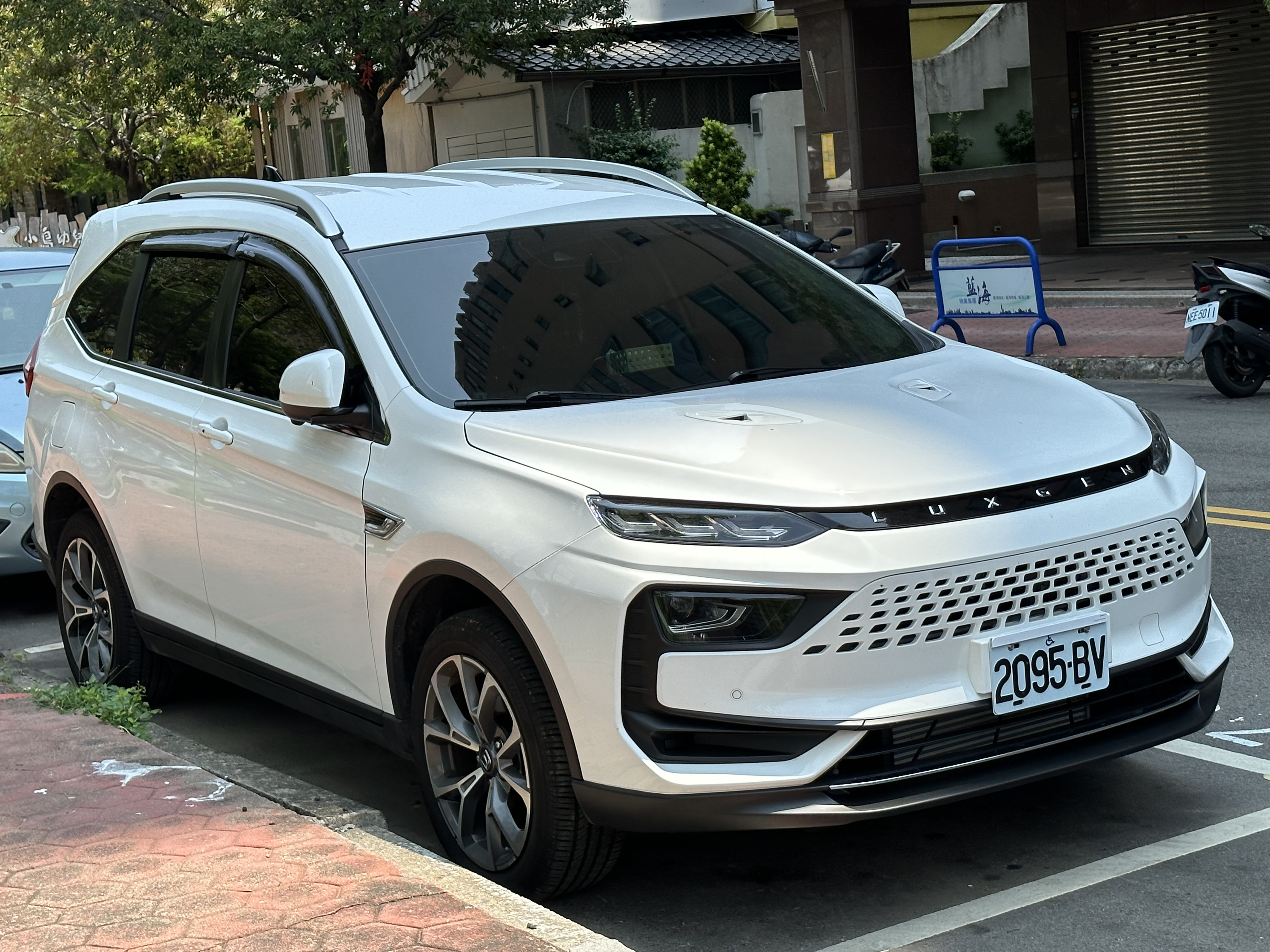
Вид спереди
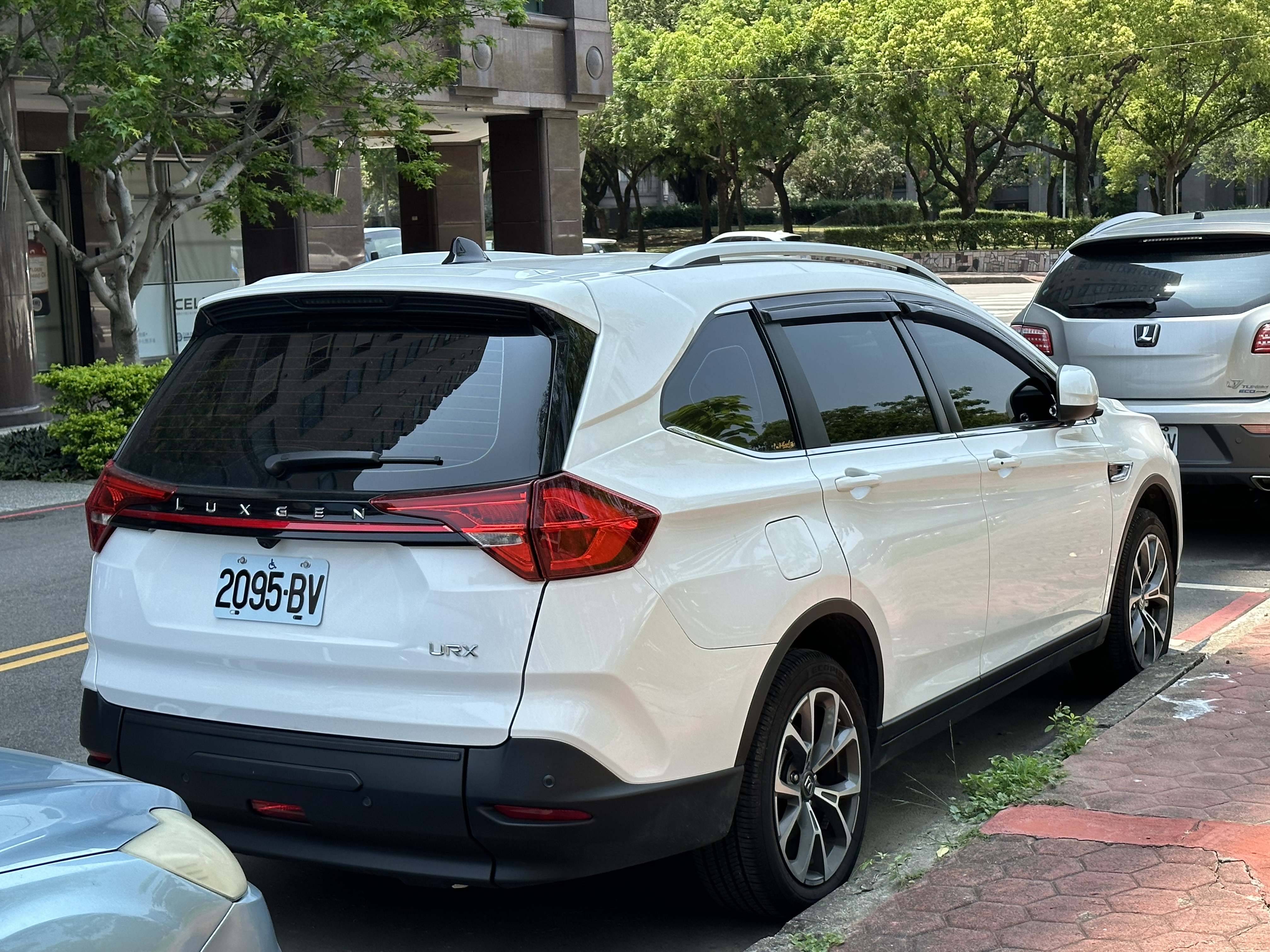
Вид сзади
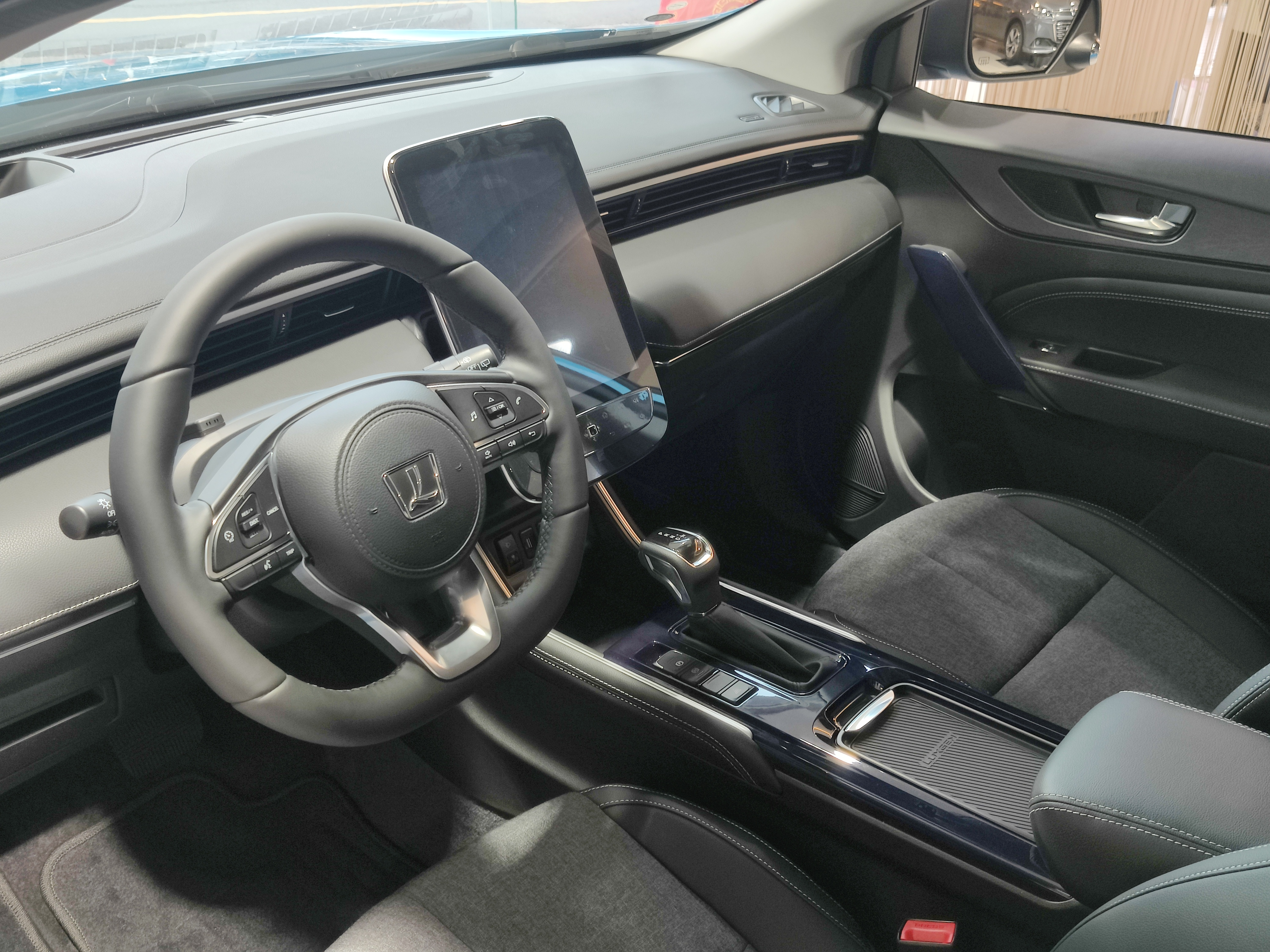
Место водителя